# RPG-6

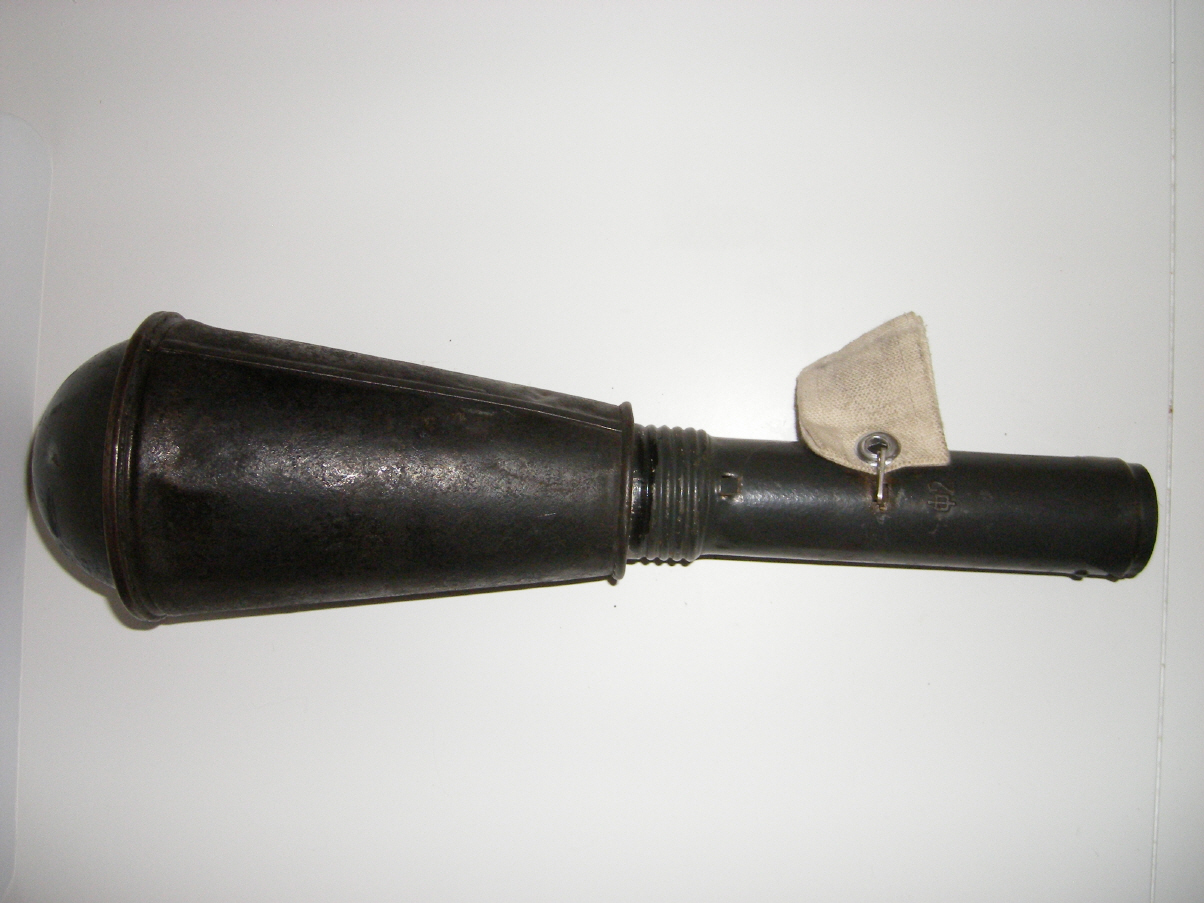
RPG-6

RPG-6 byl sovětský protitankový granát vyvinutý za druhé světové války. Testováním prošel v září 1943, a do výzbroje Rudé armády byl přijat v říjnu stejného roku.
Jednalo se o granát s kumulativní náloží, který pronikal až 100mm pancířem. Hmotnost granátu činila 1,1 kg, přičemž hmotnost náplně byla 0,57 kg TNT. Délka granátu činila 337 mm, průměr 103 mm.  
Granát RPG-6 byl vyráběn a používán i dlouho po druhé světové válce.